# Monocamérisme
 (novembre 2015).
Si vous disposez d'ouvrages ou d'articles de référence ou si vous connaissez des sites web de qualité traitant du thème abordé ici, merci de compléter l'article en donnant les références utiles à sa vérifiabilité et en les liant à la section « Notes et références ».

Les systèmes parlementaires dans le monde :
Pays ayant un parlement bicaméral
Pays ayant un parlement monocaméral
Pays ayant un parlement monocaméral avec un organe consultatif
Pays n'ayant pas de parlement

Le monocamérisme ou monocaméralisme, également connu sous le nom d'unicamérisme ou d'unicaméralisme, est un système parlementaire à une seule chambre.

## Étymologie
Du latin camera (chambre), préfixe mono-, suffixe -isme.
Les adjectifs consacrés, en français, pour désigner les deux types de système politique, sont : monocaméraliste, ou monocamériste ou unicaméral, et bicaméral. Monocamériste et bicamériste, quant à eux, sont des substantifs utilisés pour désigner les partisans des systèmes monocaméral et bicaméral.

## Histoire
En France, la Constitution de 1791 et celle de 1848 étaient monocamérales.
L'Islande a le plus ancien parlement monocaméral d'Europe - voire du monde, l'Alþing, fondé en 930 à Þingvellir (en islandais : les « Plaines du Parlement »).
La Nouvelle-Zélande, le Danemark et la Suède sont passés d'une législature bicamérale à une législature monocamérale.

## Liste

### Pays
| Pays                            | Assemblée                                                                     |
| ------------------------------- | ----------------------------------------------------------------------------- |
| Albanie                         | Assemblée d'Albanie                                                           |
| Andorre                         | Conseil général                                                               |
| Angola                          | Assemblée nationale                                                           |
| Arabie saoudite                 | Assemblée consultative                                                        |
| Arménie                         | Assemblée nationale                                                           |
| Azerbaïdjan                     | Assemblée nationale                                                           |
| Bangladesh                      | Jatiya Sangsad                                                                |
| Bénin                           | Assemblée nationale                                                           |
| Botswana                        | Assemblée nationale                                                           |
| Brunei                          | Conseil législatif de Brunei                                                  |
| Bulgarie                        | Assemblée nationale                                                           |
| Burkina Faso                    | Assemblée législative de transition                                           |
| Cap-Vert                        | Assemblée nationale                                                           |
| Chine                           | Assemblée nationale populaire                                                 |
| Chypre                          | Chambre des représentants                                                     |
| Comores                         | Assemblée de l'union des Comores                                              |
| Corée du Nord                   | Assemblée populaire suprême                                                   |
| Corée du Sud                    | Assemblée nationale                                                           |
| Costa Rica                      | Assemblée législative du Costa Rica                                           |
| Croatie                         | Parlement de Croatie                                                          |
| Cuba                            | Assemblée nationale du pouvoir populaire                                      |
| Danemark                        | Folketing                                                                     |
| Djibouti                        | Assemblée nationale                                                           |
| Dominique                       | Assemblée de la Dominique                                                     |
| Émirats arabes unis             | Conseil national fédéral                                                      |
| Équateur                        | Assemblée nationale                                                           |
| Érythrée                        | Assemblée nationale                                                           |
| Estonie                         | Riigikogu                                                                     |
| Fidji                           | Parlement des Fidji                                                           |
| Finlande                        | Parlement de Finlande                                                         |
| Gambie                          | Assemblée nationale                                                           |
| Géorgie                         | Parlement de Géorgie                                                          |
| Ghana                           | Parlement du Ghana                                                            |
| Grèce                           | Parlement grec                                                                |
| Guatemala                       | Congrès de la République du Guatemala                                         |
| Guinée                          | Conseil national de la transition                                             |
| Guinée-Bissau                   | Assemblée nationale populaire                                                 |
| Guyana                          | Assemblée nationale                                                           |
| Honduras                        | Congrès national du Honduras                                                  |
| Hongrie                         | Assemblée nationale                                                           |
| Îles Cook                       | Parlement des Îles Cook                                                       |
| Îles Marshall                   | Nitijeļā                                                                      |
| Îles Salomon                    | Parlement national                                                            |
| Irak                            | Conseil des représentants                                                     |
| Iran                            | Madjles (Majlis)                                                              |
| Islande                         | Althing                                                                       |
| Israël                          | Knesset                                                                       |
| Kirghizistan                    | Conseil suprême                                                               |
| Kiribati                        | Maneaba ni Maungatabu                                                         |
| Kosovo                          | Assemblée du Kosovo                                                           |
| Koweït                          | Assemblée nationale                                                           |
| Laos                            | Assemblée nationale                                                           |
| Lettonie                        | Saeima                                                                        |
| Liban                           | Chambre des députés                                                           |
| Libye                           | Chambre des représentants                                                     |
| Liechtenstein                   | Landtag                                                                       |
| Lituanie                        | Seimas                                                                        |
| Luxembourg                      | Chambre des députés                                                           |
| Macédoine du Nord               | Assemblée de Macédoine du Nord                                                |
| Malawi                          | Assemblée nationale                                                           |
| Maldives                        | Conseil du peuple                                                             |
| Mali                            | Conseil national de la transition                                             |
| Malte                           | Chambre des représentants                                                     |
| Maurice                         | Assemblée nationale                                                           |
| Mauritanie                      | Assemblée nationale                                                           |
| États fédérés de Micronésie     | Congrès des États fédérés de Micronésie                                       |
| Moldavie                        | Parlement de Moldavie                                                         |
| Monaco                          | Conseil national                                                              |
| Mongolie                        | Grand Khoural d'État                                                          |
| Monténégro                      | Parlement du Monténégro                                                       |
| Mozambique                      | Assemblée de la République                                                    |
| Nauru                           | Parlement de Nauru                                                            |
| Nicaragua                       | Assemblée nationale                                                           |
| Niger                           | Assemblée nationale                                                           |
| Niue                            | Parlement de Niue (Fono Ekepule)                                              |
| Norvège                         | Storting                                                                      |
| Nouvelle-Zélande                | Chambre des représentants de Nouvelle-Zélande (Parlement de Nouvelle-Zélande) |
| Ouganda                         | Parlement de l'Ouganda                                                        |
| Palestine                       | Conseil législatif palestinien                                                |
| Panama                          | Assemblée nationale                                                           |
| Papouasie-Nouvelle-Guinée       | Parlement national                                                            |
| Pérou                           | Congrès de la République                                                      |
| Portugal                        | Assemblée de la République                                                    |
| Qatar                           | Conseil consultatif                                                           |
| République centrafricaine       | Assemblée nationale                                                           |
| Saint-Christophe-et-Niévès      | Assemblée nationale                                                           |
| Saint-Marin                     | Grand Conseil général                                                         |
| Saint-Vincent-et-les-Grenadines | Assemblée de Saint-Vincent-et-les-Grenadines                                  |
| Salvador                        | Assemblée législative du Salvador                                             |
| Samoa                           | Fono                                                                          |
| Sao Tomé-et-Principe            | Assemblée nationale                                                           |
| Sénégal                         | Assemblée nationale                                                           |
| Serbie                          | Assemblée nationale                                                           |
| Seychelles                      | Assemblée nationale                                                           |
| Sierra Leone                    | Parlement de Sierra Leone                                                     |
| Singapour                       | Parlement de Singapour                                                        |
| Slovaquie                       | Conseil national                                                              |
| Sri Lanka                       | Parlement du Sri Lanka                                                        |
| Suède                           | Riksdag                                                                       |
| Suriname                        | Assemblée nationale                                                           |
| Syrie                           | Assemblée du peuple                                                           |
| Taïwan                          | Yuan législatif                                                               |
| Tanzanie                        | Assemblée nationale                                                           |
| Tchad                           | Assemblée nationale                                                           |
| Timor oriental                  | Parlement national                                                            |
| Tonga                           | Assemblée législative des Tonga                                               |
| Turkménistan                    | Assemblée du Turkménistan                                                     |
| Turquie                         | Grande Assemblée nationale                                                    |
| Tuvalu                          | Fale i Fono                                                                   |
| Ukraine                         | Rada                                                                          |
| Vanuatu                         | Parlement du Vanuatu                                                          |
| Vatican                         | Commission pontificale pour l'État de la Cité du Vatican                      |
| Venezuela                       | Assemblée nationale                                                           |
| Viêt Nam                        | Assemblée nationale                                                           |
| Zambie                          | Assemblée nationale                                                           |

### Autres territoires
| Pays      | Assemblée                              |
| --------- | -------------------------------------- |
| Groenland | Inatsisartut                           |
| Guernesey | Cohue (chambre des États de Guernesey) |
| Jersey    | chambre des États de Jersey            |

Le parlement des subdivisions d'un pays, si elles possèdent un parlement, est souvent monocaméral. C'est particulièrement le cas pour des États fédéraux comme la Belgique, le Canada (législatures des provinces et territoires du Canada), l'Allemagne, le Brésil, le Mexique, etc. Aux États-Unis au contraire, seul le Nebraska (Législature du Nebraska) et Washington ont une assemblée monocamérale.